# The Devil You Know
The Devil You Know – pierwszy studyjny album Heaven and Hell wydany w Polsce 28 kwietnia 2009. Wydawnictwo zadebiutowało na 8. miejscu listy Billboard 200 sprzedając się w nakładzie 30 000 egzemplarzy w przeciągu tygodnia od dnia premiery w Stanach Zjednoczonych.

## Lista utworów
Opracowano na podstawie materiału źródłowego.
1. "Atom and Evil" (muz. i sł. Butler, Dio, Iommi) – 5:15
2. "Fear" (muz. i sł. Butler, Dio, Iommi) – 4:48
3. "Bible Black" (muz. i sł. Butler, Dio, Iommi) – 6:29
4. "Double the Pain" (muz. i sł. Butler, Dio, Iommi) – 5:25
5. "Rock and Roll Angel" (muz. i sł. Butler, Dio, Iommi) – 6:25
6. "The Turn of the Screw" (muz. i sł. Butler, Dio, Iommi) – 5:02
7. "Eating the Cannibals" (muz. i sł. Butler, Dio, Iommi) – 3:37
8. "Follow the Tears" (muz. i sł. Butler, Dio, Iommi) – 6:12
9. "Neverwhere" (muz. i sł. Butler, Dio, Iommi) – 4:35
10. "Breaking Into Heaven" (muz. i sł. Butler, Dio, Iommi) – 6:53

## Twórcy
Opracowano na podstawie materiału źródłowego.
| - Ronnie James Dio - wokal, produkcja muzyczna - Tony Iommi - gitara, produkcja muzyczna - Geezer Butler - gitara basowa, produkcja muzyczna - Vinny Appice - perkusja - Mike Exeter - instrumenty klawiszowe, produkcja muzyczna, inżynieria dźwięku - Wyn Davis - inżynieria dźwięku, miksowanie | - Stephen Marcussen - mastering - Masaki Koike - oprawa graficzna - Per Øyvind Haagensen - okładka - Johann Koch - oprawa graficzna - Chapman Baechler - zdjęcia |

## Pozycje na listach
| Lista                   | Kraj              | Pozycja |
| ----------------------- | ----------------- | ------- |
| Billboard 200           | Stany Zjednoczone | 8       |
| OLiS                    | Polska            | 20      |
| Suomen virallinen lista | Finlandia         | 5       |
| Sverigetopplistan       | Szwecja           | 8       |
| Musicline               | Niemcy            | 17      |
| Austrian Albums Chart   | Austria           | 37      |
| Swiss Albums Chart      | Szwajcaria        | 31      |
| UK Albums Chart         | Wielka Brytania   | 21      |